# Come Get Her
Come Get Her è un singolo del duo hip hop statunitense Rae Sremmurd, pubblicato nel 2015 ed estratto dall'album SremmLife.

## Tracce
1. Come Get Her – 3:32